# Michel de Tarnowski
Michel de Tarnowski, pol. Michał Tarnowski (ur. 20 kwietnia 1870 w Nicei, zm. w maju 1946) – rzeźbiarz francuski polskiego pochodzenia, zaliczany do szkoły francuskiej.

## Biografia
Był najstarszym synem z piątki dzieci lekarza, który wyemigrował z Rosji do Niemiec około 1845, a stamtąd do Francji, by ostatecznie osiąść w Nicei, gdzie ożenił się w 1869 z młodą amerykańską malarką, Julianą Oakley. Rodzina spędzała lato w gospodarstwie w Guillaumes, którego właścicielem był Joseph Durandy; później Tarnowski wyrzeźbił jego popiersie, które zostało umieszczone przed tablicą pamiątkową na domu rodziny Durandy w Guillaumes. Po śmierci ojca w 1886 Tarnowski starał się pójść w ślady ojca podejmując studia medyczne, jak później jego brat George. Jednakże, dur brzuszny zmusił go do zaprzestania nauki.
Następnie uczęszczał do szkoły sztuk plastycznych École Nationale des Arts Décoratifs w Villa Arson w Nicei, gdzie potwierdziło się jego zamiłowanie do rzeźby. Jego matka, świadoma trudności związanych z życiem w zawodzie artystycznym, starała się zniechęcić syna, ale została udobruchana rzeźbiarskim podarunkiem. Z jej błogosławieństwem wyjechał do Paryża, gdzie był uczniem Jules’a Dalou a następnie J.A. Falguière’a, w latach 1894–1902 wystawiał corocznie na Salon des artistes français (Salonie artystów francuskich), w roku 1899 otrzymał médaille vermeille Wyróżnienia honorowe w latach 1895 i 1900 (Wystawa Światowa). Na początku XX wieku wyjechał do USA, gdzie był profesorem rzeźby w New York University Institute of Fine Arts. Wykonał szereg popiersi osób prywatnych i wystawił w Nowym Jorku w 1903 roku w Madison Square Garden.
Do Francji wrócił około 1910, a wróciwszy wykonał m.in. rzeźby na fronton prefektury Nicei, a 23 marca 1912 podpisał kontrakt na dekorację elewacji hotelu Negresco w Nicei. Podczas I wojny światowej był oficerem przydzielonym jako tłumacz do armii brytyjskiej, za zasługi przyznano mu Military Cross i Legię Honorową. Pod koniec wojny wykonał szereg rzeźb na pomniki zmarłych gmin Nicei (Cimiez), Moirans, Cannes i Sainte-Menehould.
Około 1939 zaprzestał wszelkiej działalności wskutek zupełnej ślepoty, zmarł w 1946 r. 
Jednej z ulic w Nicei nadano nazwę:  Rue Michel de Tarnowski , a pamięć o rzeźbiarzu kultywuje stowarzyszenie: ( L'Association des amis de Michel de Tarnowsky, sculpteur ).

## Bardziej znane prace
- Popiersie dziecka (Buste d'enfant,  Amiens, Musée de Picardie)[9];
- Posąg Paula Déroulède (Monument à Paul Déroulède, 1921, kamień; Nicea, ogród alzacko-lotaryński)[10];
- Dwaj Przyjaciele  (Les deux Amis , barwiony gips, 1901, Nicea);
- Zaskoczenie  (Surprise, 1910, marmur, Nicea);
- Marie Bashkirtseff (1914, gips, projekt pomnika, Nicea).

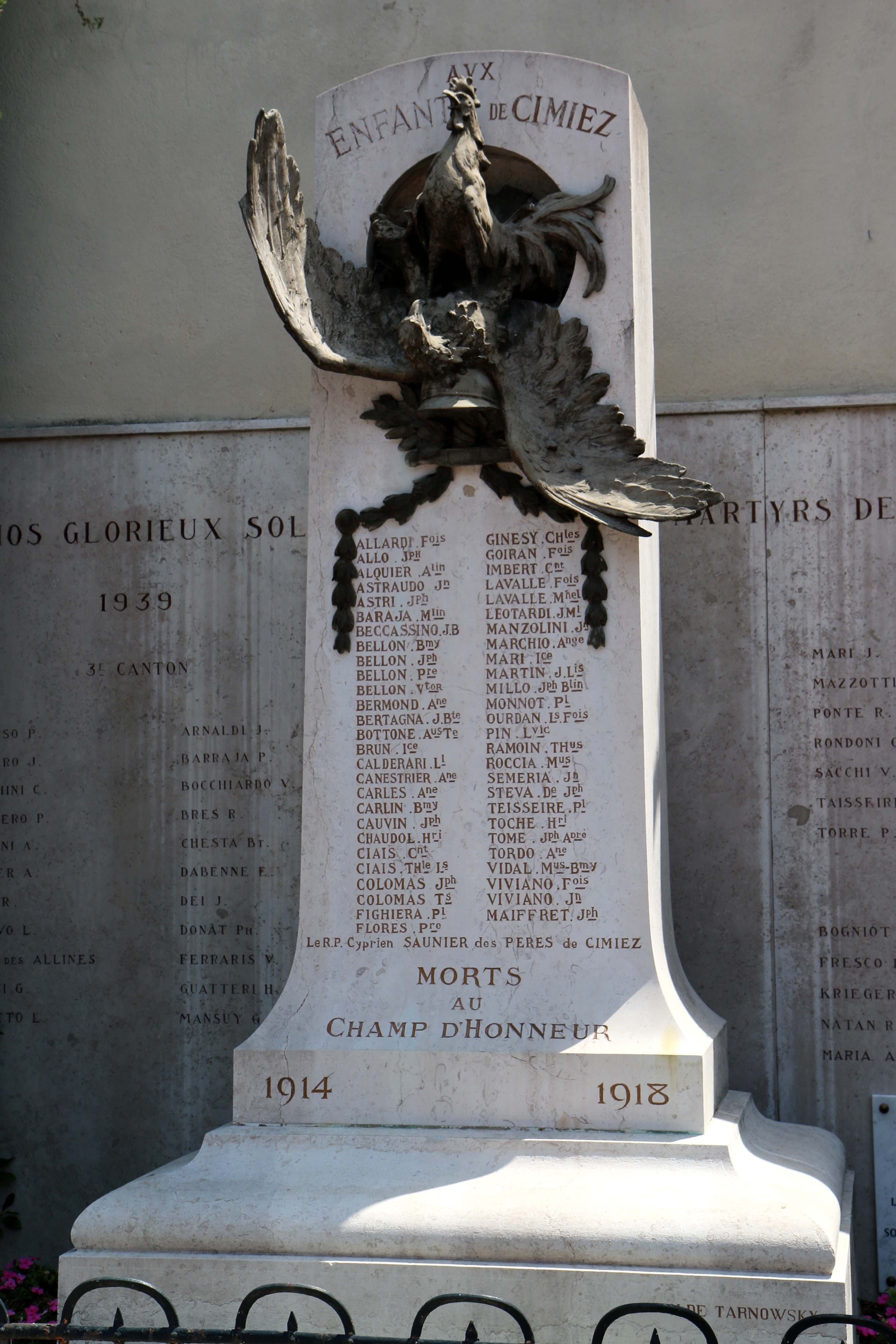
Pomnik poległych w Cimiez (Monument aux morts de Cimiez)
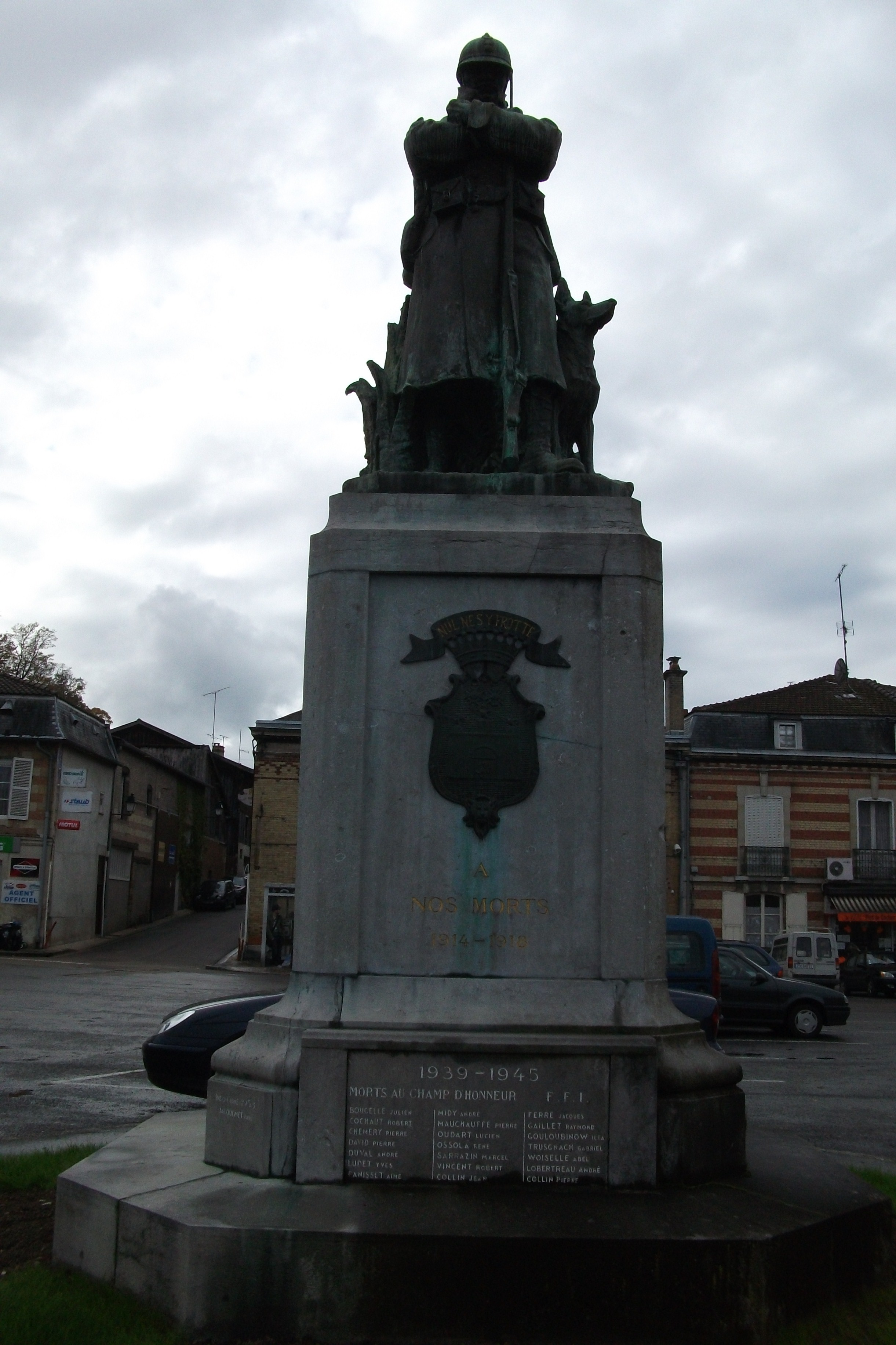
Pomnik zmarłych Sainte-Menehould (Monument aux morts de Sainte-Menehould, ok. 1880)
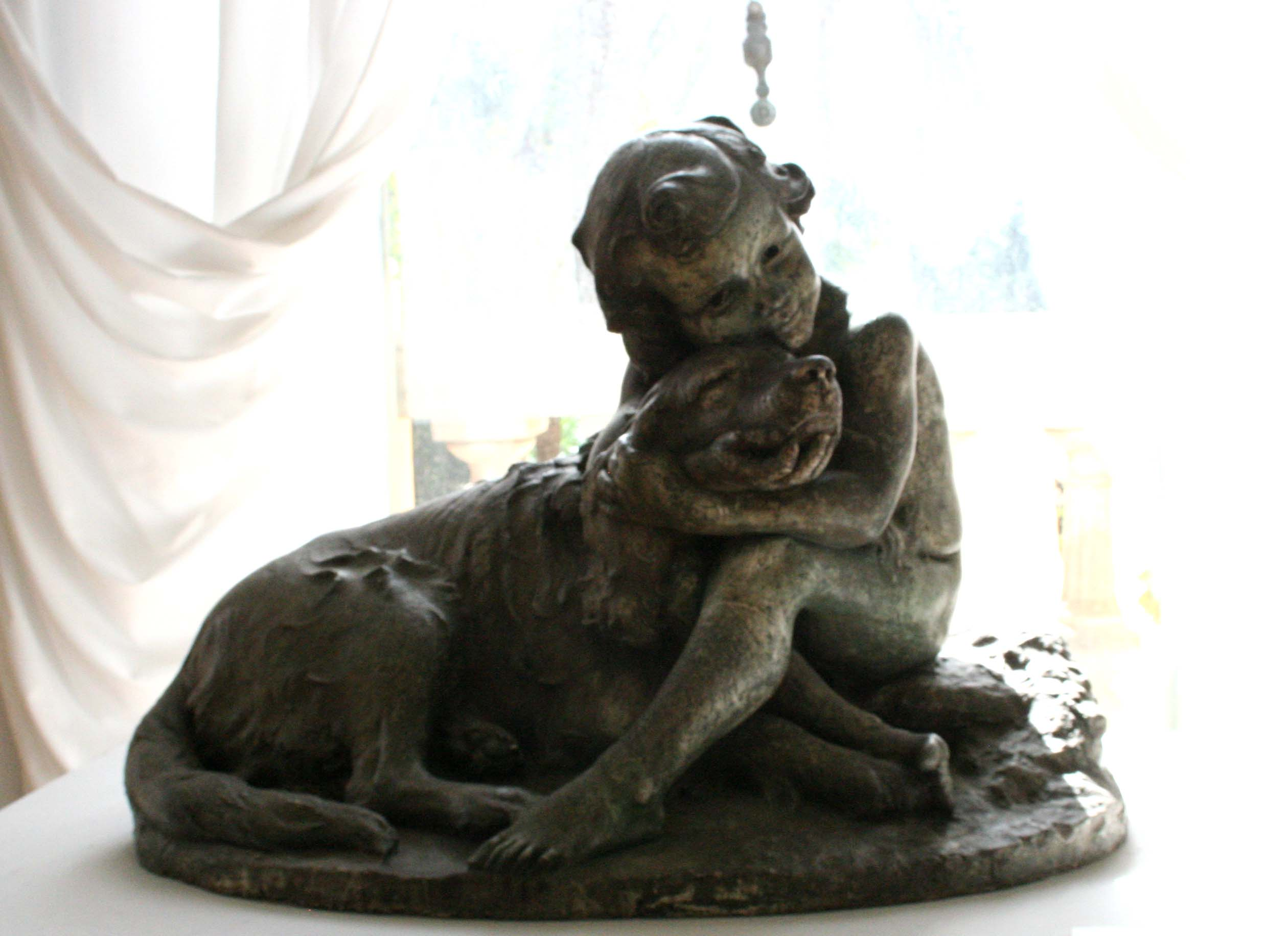
Dwaj przyjaciele (Les deux Amis)
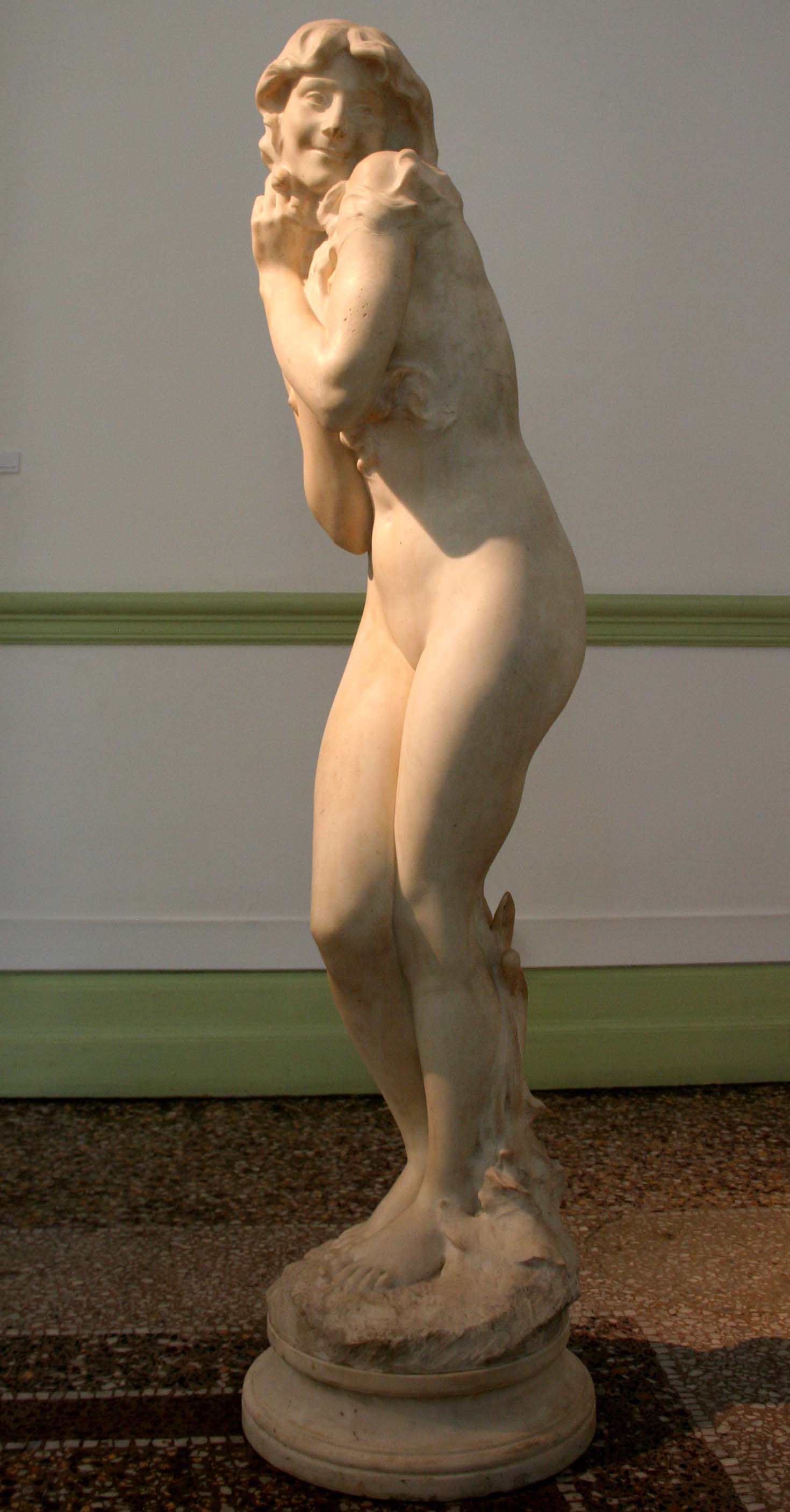
Zaskoczenie  (La Surprise)
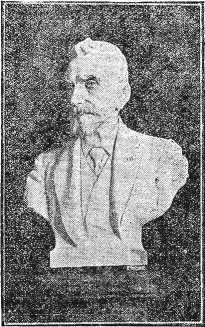
Joseph Durandy (Stara fotografia popiersia)